# Donald se camoufle
Série Donald Duck
Pour plus de détails, voir Fiche technique et Distribution.
Donald se camoufle (The Vanishing Private) est un court métrage d'animation américain de la série des Donald Duck, sorti le 25 septembre 1942 réalisé par les studios Disney.

## Synopsis
Donald Duck est peintre en camouflage dans l'armée. Il peint un canon géant d'abord avec des couleurs criardes mais ce fait reprendre à l'ordre par le sergent Pat Hibulaire. Donald découvre par mégarde une peinture expérimentale faisant disparaître. Donald utilise alors cette peinture invisible pour le canon.

## Fiche technique
- Titre original : The Vanishing Private
- Titre français : Donald se camoufle
- Série : Donald Duck
- Réalisateur : Jack King
- Scénario : Carl Barks
- Animateur : Judge Whitaker, Art Scott
- Voix : Clarence Nash (Donald), Billy Bletcher (Pat)
- Producteur : Walt Disney
- Société de production : Walt Disney Productions
- Distributeur : RKO Radio Pictures
- Format d'image : Couleur (Technicolor)
- Son : Mono (RCA Sound System)
- Durée : 7 min
- Langue : (en)
- Pays :  États-Unis
- Date de sortie : 25 septembre 1942[1]

## Voix françaises
- Sylvain Caruso : Donald Duck
- Michel Vocoret : Sergent Pat Hibulaire
- ??? : le général

## Commentaires
Dans ce film Donald est à nouveau confronté à la guerre en raison de la Seconde Guerre mondiale.

## Titre en différentes langues
D'après IMDb :
- Suède : Kalle Anka försvinner